# 雷諾茲 (伊利諾伊州)
雷諾茲（英語：Reynolds）是位於美國伊利諾伊州默瑟縣和羅克艾蘭縣的一個村落。

## 地理
雷諾茲的座標為41°19′49″N 90°40′16″W / 41.33028°N 90.67111°W，而該地最高點為海拔高度247米（即810英尺）。

## 人口
根據2010年美國人口普查的數據，雷諾茲的面積為0.96平方千米，當中陸地面積為0.96平方千米，而水域面積為0.00平方千米。當地共有人口539人，而人口密度為每平方千米561人。